# Ла-Писёр
Ла-Писёр (фр. La Pisseure) — коммуна во Франции, находится в регионе Франш-Конте. Департамент — Верхняя Сона. Входит в состав кантона Вовиллер. Округ коммуны — Люр.
Код INSEE коммуны — 70411.

## География
Коммуна расположена приблизительно в 310 км к востоку от Парижа, в 75 км севернее Безансона, в 28 км к северу от Везуля.
По территории коммуны протекают реки Семуза и Плане.

## Население
Население коммуны на 2010 год составляло 46 человек.
| 1962 | 1968 | 1975 | 1982 | 1990 | 1999 | 2010 |
| ---- | ---- | ---- | ---- | ---- | ---- | ---- |
| 27   | 26   | 26   | 26   | 36   | 42   | 46   |

## Экономика

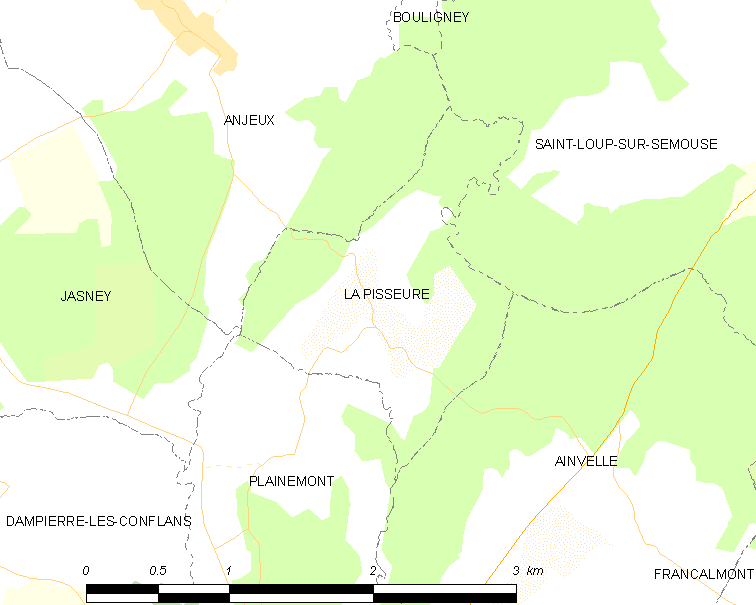
Карта коммуны

В 2010 году среди 25 человек трудоспособного возраста (15—64 лет) 22 были экономически активными, 3 — неактивными (показатель активности — 88,0 %, в 1999 году было 60,9 %). Их 22 активных жителей работали 20 человек (11 мужчин и 9 женщин), безработных было 2 (1 мужчина и 1 женщина). Среди 3 неактивных 2 человека были учениками или студентами, 1 — пенсионером, 0 были неактивными по другим причинам.